# Ik heb je nodig (Kraantje Pappie)
Ik heb je nodig is een lied van de Nederlandse rapper Kraantje Pappie in samenwerking met Nederlandse rappers Bizzey en Jonna Fraser. Het werd in 2018 als single uitgebracht en stond in hetzelfde jaar als zevende track op het album Daddy van Kraantje Pappie. 

## Achtergrond
Ik heb je nodig is geschreven door Martijn van Sonderen, Nik Roos, Leo Roelandschap, Alex van der Zouwen, Jonathan Jeffrey Grando en Stephan Boers en geproduceerd door Ramiks. Het is een nummer uit het genre nederhop. In het lied rappen de artiesten over hoeveel zij hun geliefde nodig in hebben in hun leven. De single heeft in Nederland de gouden status.
Het is de eerste keer dat de drie artiesten met elkaar op een track te horen zijn, een samenwerking die ze herhaalden op Drup. Wel hadden Kraantje Pappie en Bizzey voor Ik heb je nodig met elkaar samengewerkt, onder andere op De manier, Traag en Ja! en herhaalden ze de samenwerking verder nog op onder meer Last man standing, Hockeymeisjes en Zin in de zomer man. Ook Jonna Fraser en Bizzey hadden al eerder met elkaar samengewerkt, op het lied Net als toen.

## Hitnoteringen
De artiesten hadden succes met het lied in de hitlijsten van Nederland. Het piekte op de elfde plaats van de Single Top 100 en stond twaalf weken in deze hitlijst. In de Nederlandse Top 40 kwam het tot de twintigste plaats in de zes weken dat het er in te vinden was. 